# Legende poloneze
Legende poloneze, (în poloneză Legendy polskie) cunoscută și sub numele de Povești poloneze, este o serie de scurtmetraje științifico-fantastice și fantasy în limba poloneză. Seria a fost produsă de Allegro și Platige Image și regizată de Tomasz Bagiński⁠(d) după un scenariu de Błażej Dzikowski și Dominik L. Marzec. La producția seriei au mai colaborat Marcin Kobylecki, Łukasz Alwast, Krzysztof Noworyta, Tobiasz Piątkowski, Jan Pomierny și Marta Staniszewska. Seria include 5 scurtmetraje, care au avut premiera în 2015 și 2016, pe YouTube. Se bazează pe legende și povești populare poloneze, printre care: Pan Twardowski, Dragonul Wawel,  Vasiliscul și Baba Iaga.

## Distribuție
- Robert Więckiewicz ca Jan Twardowsky
- Aleksandra Kasprzyk ca femeie diavol
- Kim Kold⁠(d) ca Dragonul Wawel
- Tomasz Włosok ca Janek Szewczyk
- Vanessa Aleksander ca Ola
- Tomasz Drabek ca Boruta⁠(d)
- Piotr Machalica⁠(d) ca Rokita
- Paweł Domagała⁠(d) ca Boguś Kołodziej
- Olaf Lubaszenko ca Eugeniusz Bardacha
- Michalina Olszańska⁠(d) ca Rzepicha
- Katarzyna Pośpiech ca Iaga
- Jerzy Stuhr ca interpretul St. Mary's Trumpet Call
- Małgorzata Mikołajczak ca robot feminin

## Filme scurte
| Nr. | Titlu                | Regizat de         | Written by        | Data difuzării     | Telespectatori (milioane) |
| --- | -------------------- | ------------------ | ----------------- | ------------------ | ------------------------- |
| 1   | „Twardowsky”         | Tomasz Bagiński⁠(d) | Błażej Dzikowski  | 15 decembrie 2015  | 7                         |
| 2   | „The Dragon”         | Tomasz Bagiński    | Błażej Dzikowski  | 30 decembrie 2015  | 5.75                      |
| 3   | „Twardowsky 2.0”     | Tomasz Bagiński    | Błażej Dzikowski  | 16 septembrie 2016 | 5.9                       |
| 4   | „Operation Basilisc” | Tomasz Bagiński    | Dominik L. Marzec | 9 noiembrie 2016   | 9.4                       |
| 5   | „Yaga”               | Tomasz Bagiński    | Błażej Dzikowski  | 9 decembrie 2016   | 8.13                      |

## Film de lung metraj
În mai 2018, a fost dezvăluit că Tomasz Bagiński va regiza un lungmetraj care va avea loc în universul Legende poloneze, lungmetraj intitulat Twardowsky 3.14 . Era setat să continue povestea personajelor principale din scurtmetraje. S-a anunțat că cel mai probabil filmul va avea premiera la sfârșitul anului 2019, dar nu a avut loc niciodată.

## Videoclipuri
Au fost produse mai multe cover-uri de cântece făcute pentru acest proiect. Fiecare melodie are propriul videoclip muzical plasat în universul serialului de scurtmetraje. Cântecele au fost:
- Aleja Gwiazd de Matheo și Anna Karwan (23 septembrie 2016)
- Mój jest ten kawałek podłogi⁠(d) de Matheo și Andrzej Donarski (16 noiembrie 2016) [12]
- Jaskółka uwięziona de Atanas Valkov și Georgina Tarasiuk (16 decembrie 2016)
- Cichosza de Marcin Macuk și Krzysztof Zalewski⁠(d) (6 iunie 2017)
- Jezu jak się cieszę de Atanas Valkov și Skubas (11 iulie 2017)
- Kocham wolność de Matheo și Damian Ukeje⁠(d) (8 octombrie 2017)

## Cărți

### Legendy Polskie
O antologie intitulată Legendy Polskie, care este formată din povești bazate pe legende și povești populare poloneze, a fost publicată la 30 noiembrie 2015 de editura Allegro. Poveștile au fost scrise de: Elżbieta Cherezińska, Rafał Kosik⁠(d), Jakub Małecki, Łukasz Orbitowski, Radek Rak și Robert Wegner. Poveștile sunt:
- Spójrz mi w oczy de Elżbieta Cherezińska, poveste inspirată de Bazilic,
- Śnięci rycerze de Rafał Kosik, inspirată de Cavalerii care visează,
- Zwyczajny gigant de Jakub Małecki, inspirată de Sir Twardowski,
- Niewidzialne de Łukasz Orbitowski, inspirată de Apa Vieții,
- Kwiaty paproci de Radek Rak, inspirată de floarea de ferigă,
- Milczenie owcy de Robert Wegner, inspirată de Dragonul Wawel.

Cartea a fost publicată inițial ca o carte electronică, cu toate acestea, în 2018, a fost publicată și versiunea pe hârtie.

### Wywiad z Borutą
Cartea Wywiad z Borutą, scrisă de Łukasz Orbitowski și Michał Cetnarowski, a fost publicată în iunie 2016 de Allegro. Are loc în universul scurtmetrajelor. Autorii au primit premiul Janusz A. Zajdel pentru cea mai bună carte. A fost publicată inițial ca o carte electronică, iar în 2018, a fost publicată și versiunea pe hârtie. Are o versiune audiobook, înregistrată de Krystyna Janda⁠(d) și Tomasz Drabek.

## Recepție
Scurtmetrajele au avut  o reacție pozitivă din partea spectatorilor, primele două scurtmetraje, Twardowsky și Dragonul, au avut 6 milioane de vizualizări în primele săptămâni de după premieră.